# TharnType: The Series
TharnType: The Series (taj. เกลียดนักมาเป็นที่รักกันซะดีๆ) – tajski serial telewizyjny emitowany od 7 października 2019 do 6 stycznia 2020 przez stację One 31.

## Obsada

### Postacie pierwszoplanowe
- Kanawut Traipipattanapong (Gulf) jako Type Thiwat Phawattakun
- Suppasit Jongcheveevat (Mew) jako Tharn Thara Kirigun

### Postacie drugoplanowe
- Suttinut Uengtrakul (Mild) jako Techno
- Kittipat Kaewcharoen (Kaownah) jako Lhong
- Natthad Kunakornkiat (Hiter) jako Tum
- Parinya Angsanan (Kokliang) jako Tar
- Napat Sinnakuan (Boat) jako Champ
- Thanayut Thakoonauttaya (Tong) jako Thorn
- Tanawin Duangnate (Mawin) jako Khlui
- Kantheephop Sirorattanaphanit (Run) jako Seo
- Wasin Panunaporn (Kenji) jako Technic
- Pongkorn Wongkrittiyarat (Kaprao) jako Khom
- Pattarabut Kiennukul (AA) jako San
- Siwapohn Langkapin (Eye) jako Puifai

### Gwiazdy występujące gościnnie
- Suppapong Udomkaewkanjana (Saint) jako Pete
- Phiravich Attachitsataporn (Mean) jako Tin
- Siwat Jumlongkul (Mark) jako Kengkla